# فرانك هاريسون
فرانك هاريسون (1909 - 9 يونيو 1955) (بالإنجليزية: Frank Harrison)‏ هو لاعب كريكت بريطاني (وحمل سابقاً جنسية المملكة المتحدة لبريطانيا العظمى وأيرلندا).